# Jan Pašek z Vratu
Jan Pašek z Vratu (* in Altknin; † 15. März 1533 in Tauschin) war Bürgermeister der Stadt Prag. Er vereinigte die Prager Altstadt und die Prager Neustadt. Zwischen 1524 und 1528 errichtete er ein quasi-diktatorisches Stadtregime, das sich auf die Zünfte stützte und die Macht des Patriziats, des Adels und des Königs zurückzudrängen suchte. 

## Leben
Jan Pašek stammte aus einer armen Familie, lehrte zunächst auf dem Dorf, bevor er an der Prager Karls-Universität sein Studium begann. Nach der Ablegung seiner Baccalaureus-Prüfung 1491 und der Meisterprüfung 1493 war er von 1496 bis 1497 auch Dekan der Universität.
Danach ging er in die lokale Politik und betreute mehrere Ämter. Von 1498 bis 1511 war er Stadtkanzler der Prager Altstadt, wurde in seiner Funktion 1504 vom König Vladislav II. in den Adelsstand erhoben und erhielt den Namenszusatz z Vratu. 1515 bis 1518 wählte man Jan Pašek zum Prokurator und Schöffen. 1522 wurde er zum Ritter geschlagen. 1518, kurz nach seiner Wahl zum Bürgermeister vereinte Pašek ohne königliche Erlaubnis, aber mit Unterstützung des Zdeniek Lev von Rosental die Prager Altstadt mit der Neustadt. Wegen dieser Tat wurde er 1523 durch König Ludwig anlässlich dessen Prager Besuchs abgesetzt.
Pašek nutzte die unruhigen Zeiten, die in Prag herrschten, verursacht durch lutherische Neuutraquisten und Altutraquisten, die dem katholischen Glauben näher standen, wobei die Protestanten die meisten Ämter besetzt hielten. 1524 organisierte er einen Putsch, nach dessen erfolgreichem Verlauf er wieder als Bürgermeister eingesetzt wurde. Seine Macht stützte er vor allem auf die konservativen Altstädter Zünfte, unter denen das Lebensmittelgewerbe dominierte. Deren Vertreter erhielten in Pašeks Regime die meisten und wichtigsten Stadtämter. Viele seiner Gegner wurden vertrieben, verhaftet oder hingerichtet.
Allerdings verstand es Pašek nicht, mit seiner Macht umzugehen. Seine selbstherrlichen Entscheidungen und Anordnungen veranlassten Ferdinand I., ihn 1528 erneut abzusetzen. Neuerliche Intrigen waren wenig erfolgreich und Pašek wurde aus Prag verwiesen. Er ließ sich daraufhin auf seinem Herrengut Tauschin nieder.